# Infratag
Az infratag egy új csapatjáték, amely fejleszti a stratégiai gondolkodást, a vezetői készségeket, a csapatmunkát . Az infratag a gyerekkorunkból jól ismert kidobós, számháború és bújócska keveréke, csak éppen sokkal kihívóbb, életszerűbb és kifinomultabb formában. Leginkább a paintballhoz lehetne hasonlítani, de az infratagnél nincsen fizikai lövedék, így kíméli a környezetet, nem okoz fájdalmat, és a szemre sem káros. 
Sokan gyakran összekeverik a lézertaggel, de gyakorlatban ezek az eszközök nem lézerrel, hanem infra technológiával működnek. Rengeteg vállalkozás a paintball pályájukra vásárolja az infratag rendszer, mert ezzel más célcsoportot is el tud érni.
Minden fegyverhez tartozik egy fejpánt, amelyek vezeték nélkül kommunikálnak egymással. A fejpánt (és a fegyver egyes részei) érzékeli a találatokat, amiről a fegyver értesítést ad.
A játékot teljesen személyre lehet szabni, számítógép segítségével olyan tulajdonságokon lehet változtatni, mint például:
- Csapattagsebzés
- Időlimit
- Szerepek beállítása (orvos, ellátó, mesterlövész)
- Életek, lőszerek, tárak száma
- Tüzelési sebesség
- Újraéledési idő
- Különböző hangeffektek

És sok egyéb más is.
Az infratag elterjedt az Egyesült Királyságban, Hollandiában, Franciaországban, Spanyolországban, Magyarországon, Németországban és sok más európai országban is.